# Alejandra Islas Caro
Alejandra Islas Caro (Ciutat de Mèxic, 1957) és una cineasta, guionista, editora i productora mexicana. El seu treball s'ha enfocat al cinema documental de tall social. Ha estat premiada internacionalment i pertany al Sistema Nacional de Creadores.

## Trajectòria
Titulada al Centro Universitario de Estudios Cinematográficos, de la UNAM.Ha dirigit documentals i sèries per a la televisió cultural. L'any 2006 va impulsar la creació del Festival de la Memòria en l'estat de Morelos, esdeveniment especialitzat en la promoció del cinema documental Iberoamericà. És també cofundadora de la Cooperativa de Cine Salvador Toscano i de l'Asociación de Documentalistas de México. Ha conjugat el seu treball cinematogràfic amb la labor docent en la Universitat Autònoma de l'Estat de Morelos.
Entre els seus treballs més referenciats estan: Iztacalco, campamento 2 de octubre sobre assentaments familiars a la recerca de regulació en la tinença de la terra; Los demonios del edén adaptació cinematogràfica del llibre d'investigació periodística de Lydia Cacho; El albergue sobre el recinte Hermanos en el Camino, dirigit pel defensor de Drets Humans Alejandro Solalinde; i La luz y la fuerza una crònica sobre el moviment del Sindicato Mexicano de Electricistas després de la desaparició de la companyia Luz y Fuerza del Centro.

## Filmografia
- Iztacalco, campamento 2 de octubre, 1979.
- La marcha, 1977. Codirecció amb Alberto Cortés i Juan Mora.
- La boquilla, 1978.
- La indignidad y la intolerancia están derrotadas, 1980. Codirecció amb Alberto Cortés.
- Cerca de lo lejos, 1982. Codirecció amb Federico Serrano.
- México plural, 1985. Codirecció amb diferents creadors.
- Veracruz, 1914. Memoria de una invasión, 1987.
- Grandes Maestros del Arte Popular, 1988.
- Pablo O'Higgins, 1989.
- Que Viva México, 1991.
- Miradas sobre México: Paul Strand, 1992.
- El caso Molinet, 1992.
- Polvo en el viento (1975-1979), 1993.
- Edward Weston, 1993.
- Tina Modotti, 1994.
- El círculo eterno, Eisenstein en México, 1995.
- Muxes: auténticas, intrépidas, buscadoras de peligro, 2003.
- Los demonios del edén, 2006.
- El albergue, 2011.
- La luz y la fuerza, 2016.[8]